# Aansluiting (spoorlijn)

Aansluiting van een zijlijn op een hoofdlijn

Een aansluiting, in België ook vertakking of aftakking, is het punt waar de ene spoorlijn op de andere aansluit. Meestal worden deze vernoemd naar een plaats in de buurt ervan. Zo is Herfte aansluiting (geografische verkorting: Hea), in de buurt van Herfte, het punt waar de spoorlijn Zwolle - Emmen aansluit op de spoorlijn Zwolle - Meppel.
Aansluitingen kunnen vele vormen hebben. De meeste zijn gelijkvloers, maar op drukke baanvakken worden deze steeds meer vervangen door ongelijkvloerse. Een bekend voorbeeld hiervan is de dubbele vorkaansluiting.
Men spreekt van een spooraansluiting als een bedrijfsspoorweg of een raccordement aansluit op een spoorweg, stamlijn of op een emplacement.